# Microstegium
Microstegium Nees é um género botânico pertencente à família Poaceae.

## Sinônimos
- Coelarthron Hook.f.
- Ephebopogon Steud. (SUI)
- Ischnochloa Hook.f.
- Leptatherum Nees